# Славецкая волость
Славецкая волость — историческая административно-территориальная единица Владимирского уезда Замосковного края Московского царства. 
По книгам первой половины XVII века в ней только пустоши. Позднее вообще не упоминается. Местонахождение не известно.
Славецкая волость, а ней погост Георгиевский с деревянной церковью Георгия по именному указу царя Фёдор Алексеевича являлась вотчиной боярыни, вдовы Марьи Матвеевны Грушецкой. Позже вотчина князя Фёдора Семёновича Урусова.